# Sočijski narodni park
Sočijski narodni park (rusko Сочинский национальный парк, sočinskij nacional'nyj park) je najstarejši nacionalni park v Rusiji, ustanovljen 5. maja 1983. Nahaja se v bližini mesta Soči, po katerem je bil poimenovan. Skupaj s kavkaškim naravnim rezervatom, ki se nahaja severno od parka tvori območje svetovne dediščine Zahodni Kavkaz.
Park obsega 208.600 hektarov ob črnomorski obali od meje Sočija s Tuapsejskim rajonom pri ustjih rek Šepsi in Magri na severozahodu, vse do meje z Abhazijo, ob reki Psou na jugovzhodu. Na vzhodni strani park sega do razvodnega grebena v Visokem Kavkazu.  Park ne vključuje poselitvenih območij, kot je mesto Soči in druga urbana in podeželska naselja.
Park pretežno pokrivajo gorski gozdovi, ki imajo na nižjih nadmorskih višinah subtropski značaj, v predelih nad 1700 m n.m.v pa prehaja v ruševje ter območja z ukrivljenimi drevesi. Vmes prevladujejo listnati in mešani gozdovi. Nad gozdno mejo se razprostirajo alpski travniki. Flora narodnega parka vključuje več kot 2200 vrst, od tega 176 lesnatih. Približno 30 odstotkov lokalnih živalskih in rastlinskih vrst je reliktnih, 20 odstotkov je endemičnih. V rdečih knjigah različnih stopenj je uvrščenih 209 vrst rastlin in 239 vrst živali.
Med večjimi sesalci najdemo bizone, jelene, srnjad, gamse, zahodnokavkaške kozoroge, medvede, divje svinje, volke, šakale lisice, jazbece, kavkaške vidre in rise. Med malimi sesalci velja omeniti kavkaško veverico in redkega dolgokrilega netopirja. Na tem območju se pojavlja več vrst velikih orlov, vključno z zlatimi orli, stepskimi orli, cesarskimi orli in ribjimi orli. Med skupno 126 vrstami ptic parka so tudi beloglavi jastrebi, bradati jastrebi, kavkaški ruševci in kavkaške jerebice. Med plazilci najdemo več vrst kač in kuščarjev. Med devetimi vrstami dvoživk sta tudi dve ogroženi vrsti: trakasti triton (Triturus vittatus) in kavkaški potapljač (Pelodytes caucasicus). Domorodne ribe so postrvi, zelenike in pisanke.
V parku od leta 2009 poteka projekt ponovne naselitve perzijskega leoparda, ki ga zdaj na vzhodnem Kavkazu najdemo le občasno. 
Na območju parku se nahajajo številni priljubljeni izletniški cilji, ki vključujejo: slapove, jame, soteske, kanjoni, alpska jezera, mineralne vrelce idr. 
Leta 2023 je bilo v parku popisanih 376 objektov zgodovinske in kulturne dediščine, ki vključujejo dolmene, grobne gomile, starodobna arheološka najdišča, ostanke suhozidov, templjev in utrdb. V park je vključen tudi arboretum Dendrarij kot primer krajinsko vrtnarske umetnosti s preloma 19. in 20. stoletja. Danes zbirka rastlin obsega več kot dva tisoč vrst in oblik drevesne flore s petih celin.

## Galerija
- Orehovski slap
- Reka Macestra
- Kanjon Bele skale
- Gamsi na pečinah grebena Aibge
- Pogled na park v jeseni
- Ahštirska jama
- Kavkaški rododendron
- Smučišča v zimskem obdobju
- Gora Ahun, priljubljena razgledna točka